# Silene adenopetala
Silene adenopetala är en nejlikväxtart som beskrevs av Raikova. Silene adenopetala ingår i släktet glimmar, och familjen nejlikväxter. Inga underarter finns listade i Catalogue of Life.